# تورغون آلماس
تورغون آلماس (30 أكتوبر 1924 - 11 سبتمبر 2001) كان مؤرخًا وشاعرًا من الأويغور ولد في كاشغر، وقد انتقد بسبب دعمه للانفصاليين القوميين العرقيين من قبل وانغ ليانغ، سُجن من عام 1943 إلى عام 1946 ومرة أخرى في يوليو 1947 إلى أبريل 1949 بسبب أنشطته السياسية، وفي عام 1950 أصبح محررًا في صحيفة (ازادليك الحرة).
اشتهر بكتابه -Uyghurlar-. ثم بدأ البحث في تاريخ الأويغور في عام 1980 وتم حظر الكتاب بعد نشره في عام 1992، ومن كتبه أيضًا «الأويغور: تاريخ الأتراك في آسيا الوسطى وحضارتهم»، ويُزعم أنه كان قيد الإقامة الجبرية حتى وفاته أثناء وجوده في أورومتشي.

## روابط خارجية
- كتاب تۇرغۇن ئالماس Uyghurlar
- مثال على واحدة من قصائده
- http://www.uygur.org/enorg/h_rights/report_may_2002.html
- http://www.meshrep.com/UighurCalendar/1030.htm